# موناکا
موناکا (به ژاپنی: 最中 Monaka) یکی از انواع واگاشی (شیرینی ژاپنی) است.